# 長沙灣天主教聖辣法厄爾墳場
長沙灣天主教聖辣法厄爾墳場（英語：St. Raphael's Catholic Cemetery Cheung Sha Wan），簡稱長沙灣天主教墳場，法定名稱為新九龍第2662號內地段墳場，是天主教香港教區屬下的私營墳場，位於香港九龍長沙灣琵琶山，由天主教教區墳場委員會監督管理。場內有墓穴、骨庫及骨灰龕位等，用作安葬逝世的天主教教友。

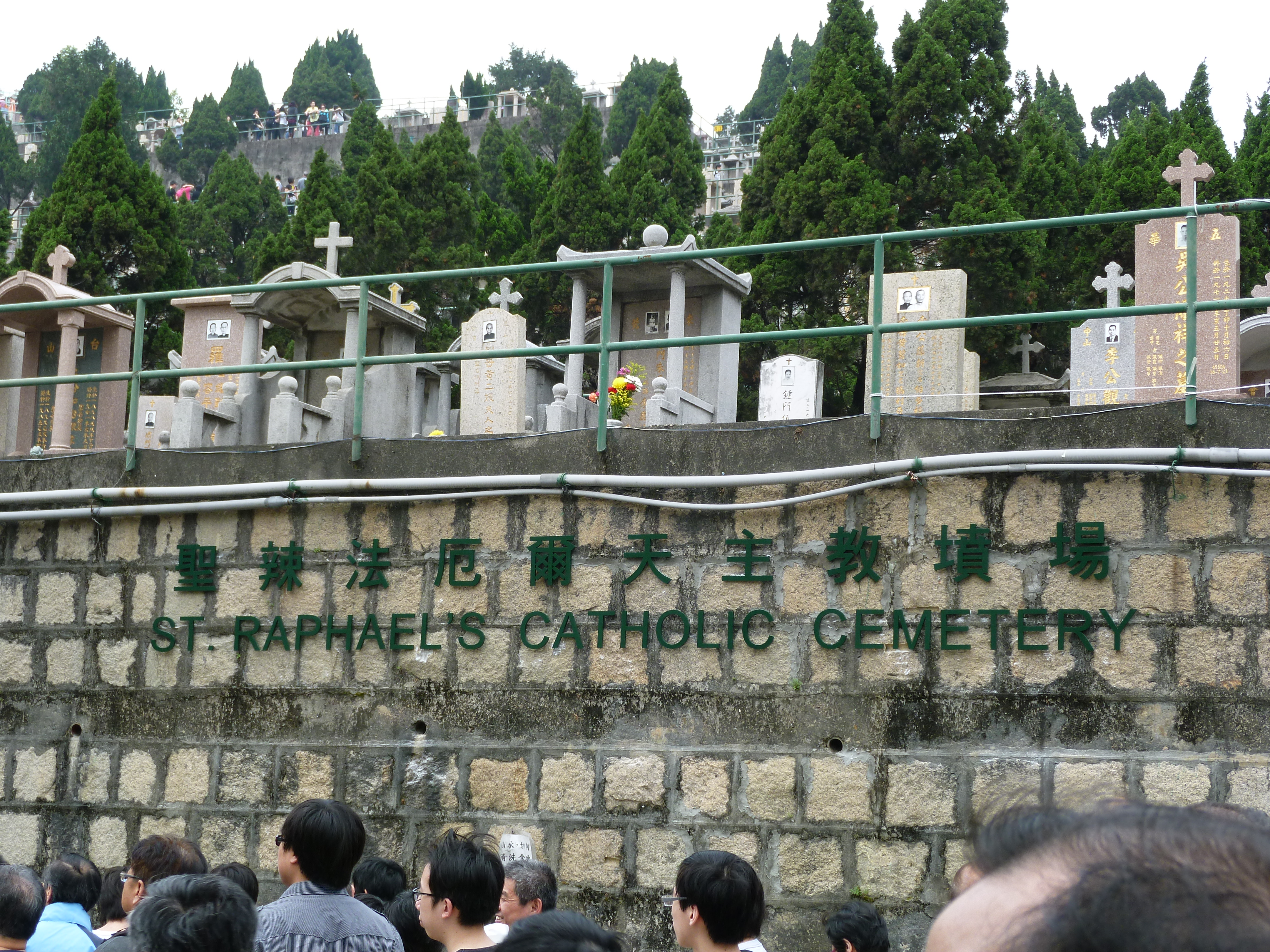
聖辣法厄爾天主教墳場

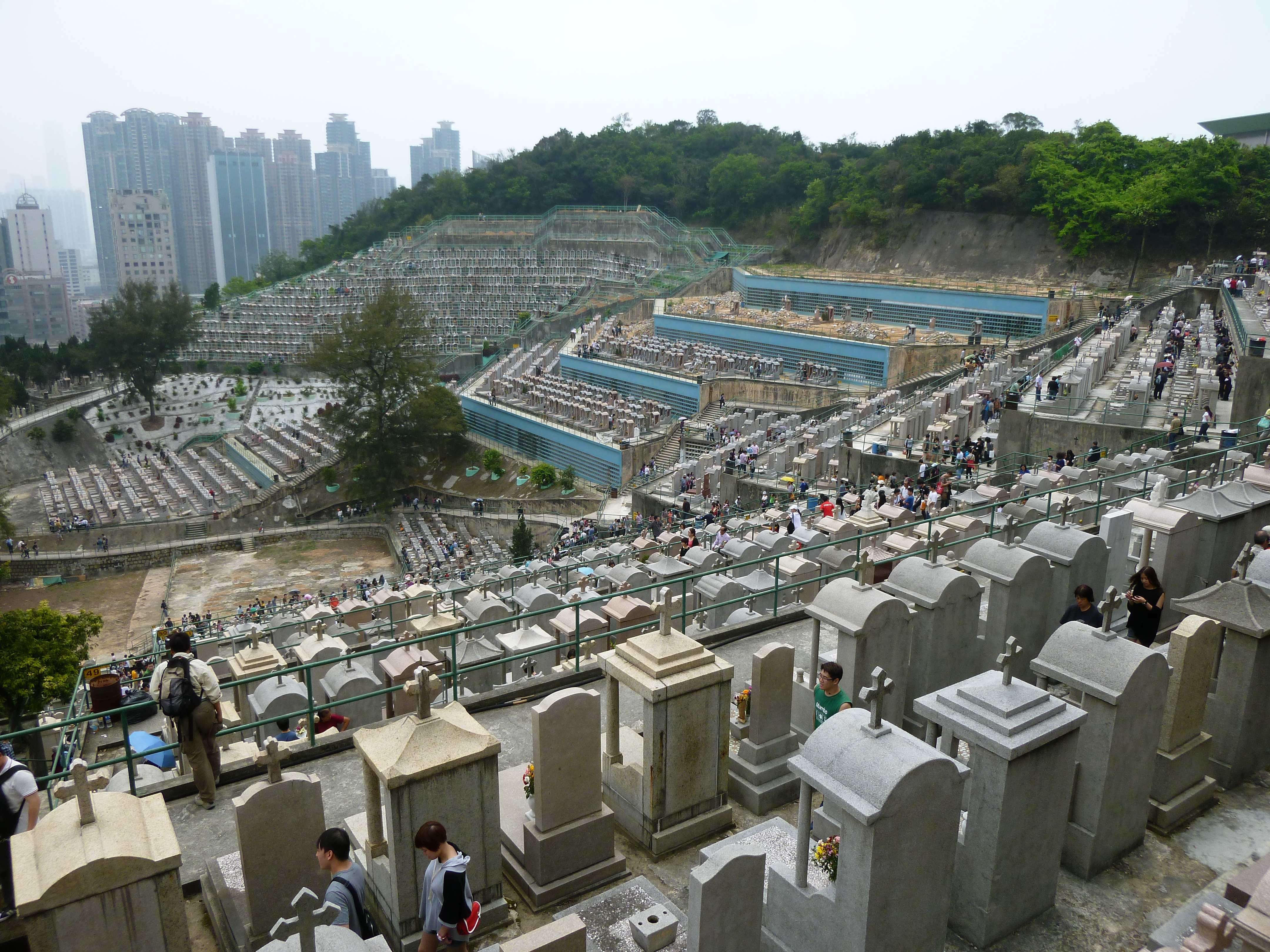
聖辣法厄爾天主教墳場

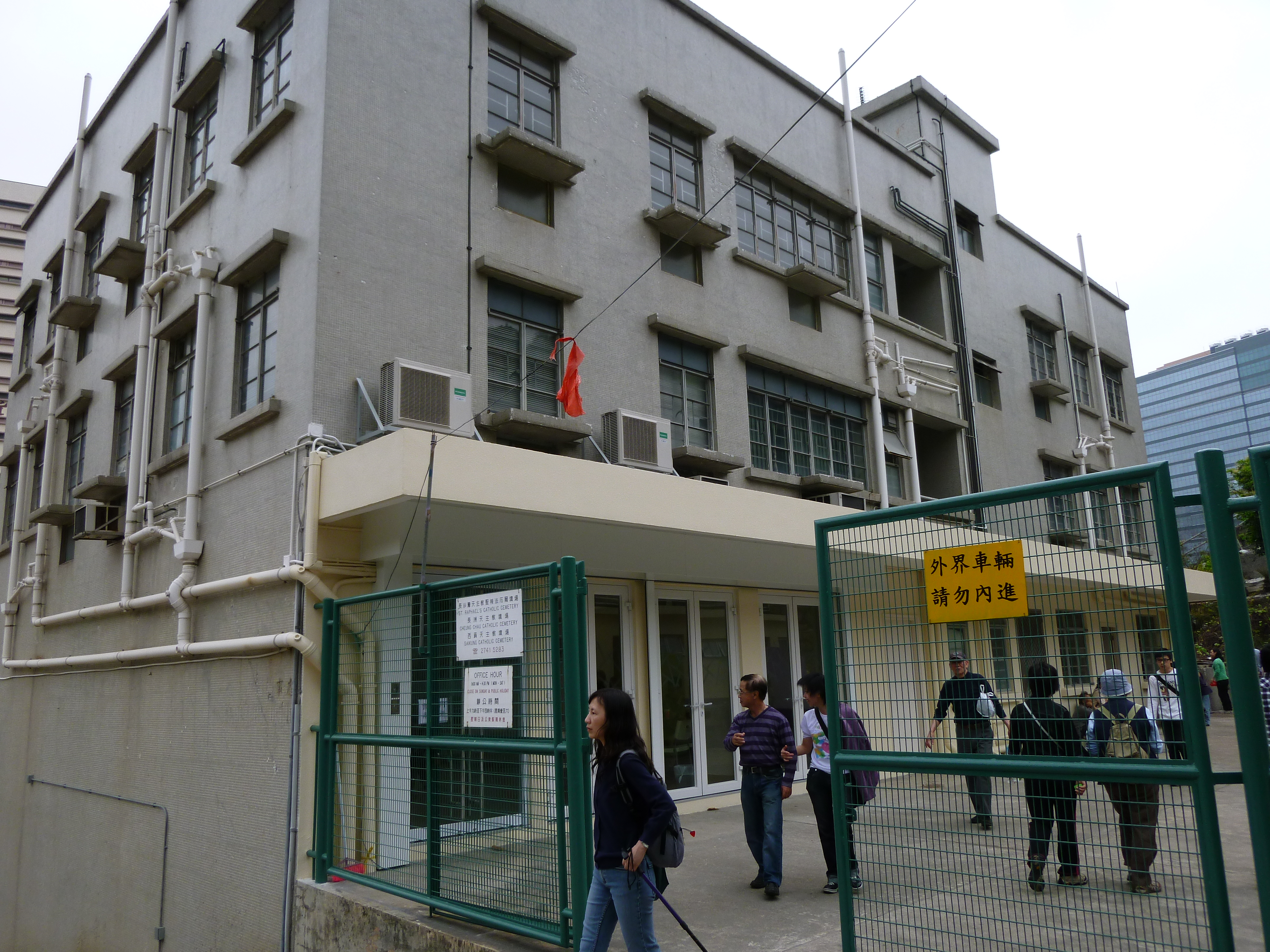
墳場辦公室

## 聖辣法厄爾墳場小堂
聖辣法厄爾墳場小堂（英語：St. Raphael’s Cemetery Chapel）是一座香港天主教小堂，由天主教香港教區管理。位於九龍長沙灣（長沙灣天主教墳場）。於1940年建立。1953年至1955年，由寶血堂司鐸統理，屬深水埗寶血堂；1956年至1957年，屬於深水埗聖五傷方濟各堂區。1958年至1960年，改屬青山道聖母諸寵中保堂區。

## 墳場主保

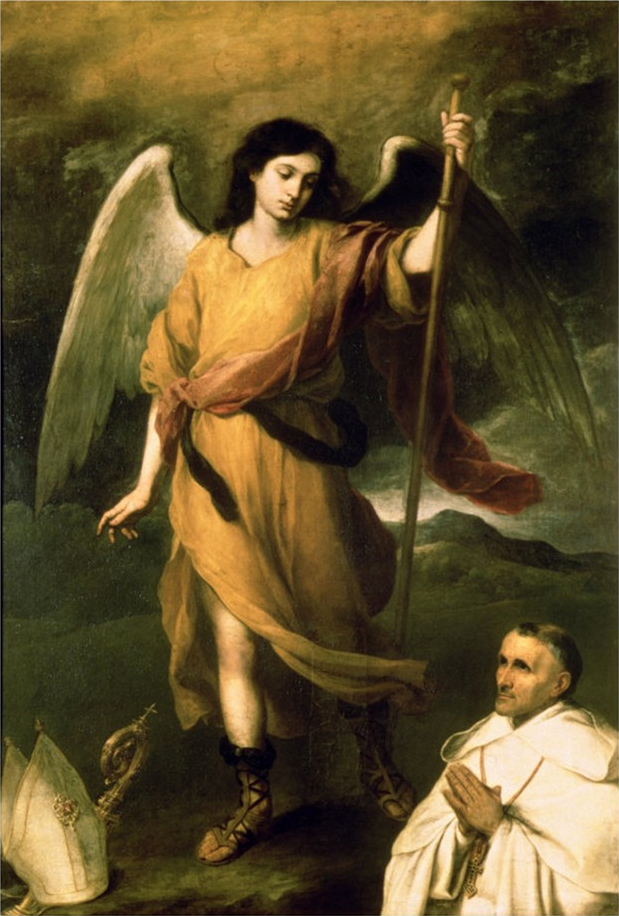
聖辣法厄爾總領天使

聖辣法厄爾或譯為拉斐尔（希伯来语：רָפָאֵל，Rāp̄āʾēl，阿拉伯語：رافائيل，Rāfāʾīl），名稱意為“神治癒了”，是猶太教、基督教及伊斯蘭教信仰中一位天使長的名字。據傳他行使一切治癒的神迹。
由於拉斐爾是操治癒術的天使，和蛇的形象便有了牽連。拉斐爾為第二天的支配天使、力天使的君主、伊甸園生命之樹的守護者、經常站之在神的御座前的七名天使之一。拉斐爾的傳說極其紛亂，他既是大天使，又是力天使，卻有熾天使的六翼，又同時屬於智天使、主天使、能天使三位階。拉斐爾的形象一直都是愉快的，除了治癒人的疾苦，還傳授諾亞建造方舟的知識與技巧。舊約記載與雅各摔角、解除亞伯拉罕老年行割禮的痛苦的天使亦相傳是拉斐爾。他治療的不僅是人的身體，還包括人的信仰。

## 下葬名人
- 丁廷標（1906年—1958年8月10日）
- 伍晃榮[1][2]（1940年5月24日－2008年4月17日），前無綫電視體育新聞主播。
- 李海泉[3][4][5]（1901年2月4日－1965年2月7日），李小龍父親
- 林翠（1936年10月6日－1995年2月22日）前粵語片女演員
- 樂蒂[6][7]（1937年7月24日－1968年12月27日）前粵語片女演員
- 黎雯（1916年－1983年4月4日）
- 劉桂康（1919年4月1日－1955年4月24日)
- 周詩祿（1912年11月20日－1964年9月7日），香港著名粵語暨國語片導演
- 檸檬[8]，原名許佑民（1907年12月25日－1977年1月29日），香港粵曲伶人、電影及電視藝員
- 徐仁壽[9]（1889年－1981年2月19日）香港華仁書院及九龍華仁書院創辦人
- 紅薇[10]，原名羅珍（1919年－2011年）
- 劉克宣[11]（1911年12月18日－1983年1月24日）
  - 劉志榮[12]（1951年11月9日－2008年5月15日）
  - 梁淑莊（1945年10月16日－2020年10月2日）
- 馬笑英[13]（1908年2月4日－1978年2月9日）
- 卜萬蒼[14]（1900年7月1日－1973年12月30日），中華民國大陸時期著名電影導演
- 容小意（1919年－1974年3月17日）
- 梁錦榮、梁頌詩、梁頌儀[15][16][3]（三父女，8·23香港人質事件遇害者）
- 蓝洁瑛[17][18]（1963年4月27日－2018年10月31日）
- 胡梅庵[19]（1895年－1968年）
- 陳立品[20][21]（1911年－1990年7月18日），香港著名甘草演員
- 陶秦，原名秦復基（1915年－1969年5月16日），香港著名國語片導演暨電影歌曲作詞人
- 梁惠心（1965年2月7日－1982年7月2日），雨夜屠夫案最後一名受害者
- 林佩珍（1950年11月15日－1982年9月28日），大埔康樂園三屍劫殺案死者
  - 羅慧兒（1974年2月18日－1982年9月28日），大埔康樂園三屍劫殺案死者
  - 羅志仁（1978年9月15日－1982年9月28日），大埔康樂園三屍劫殺案死者
- 徐順琴（1957年1月31日－1998年7月21日），德福花園五屍命案死者
  - 李迎曦（1981年7月28日－1998年7月21日），德福花園五屍命案死者
  - 李迎暉（1983年5月12日－1998年7月21日），德福花園五屍命案死者
- 張鑑泉[22]（1941年5月31日－1993年5月18日），香港商人，前香港立法局議員
- 陳佐舜[23]（1922年5月18日－2002年12月21日），香港著名教育家
  - 杜瑞珍（1924年－1991年4月5日），陳佐舜夫人[24]
- 鍾士元（1917年11月3日－2018年11月14日），香港政治家，前行政會議召集人
- 鄧衍成[25]（1951年6月18日－2020年7月1日），香港電影導演

## 其他天主教墳場
- 跑馬地天主教聖彌額爾墳場
- 柴灣歌連臣角天主教聖十字架墳場
- 長洲天主教墳場
- 西貢天主教墳場

## 外部連結
- 天主教香港教區 （页面存档备份，存于）
- 長沙灣天主教聖辣法厄爾墳場 - 管理規定
- 長沙灣天主教墳場 - 地圖 （页面存档备份，存于）